# Éludorique

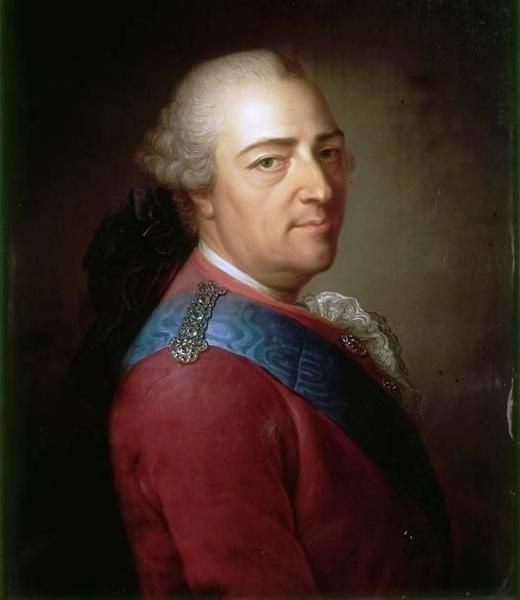
Portrait de Louis XV par Arnaud Vincent de Montpetit, Château de Versailles.

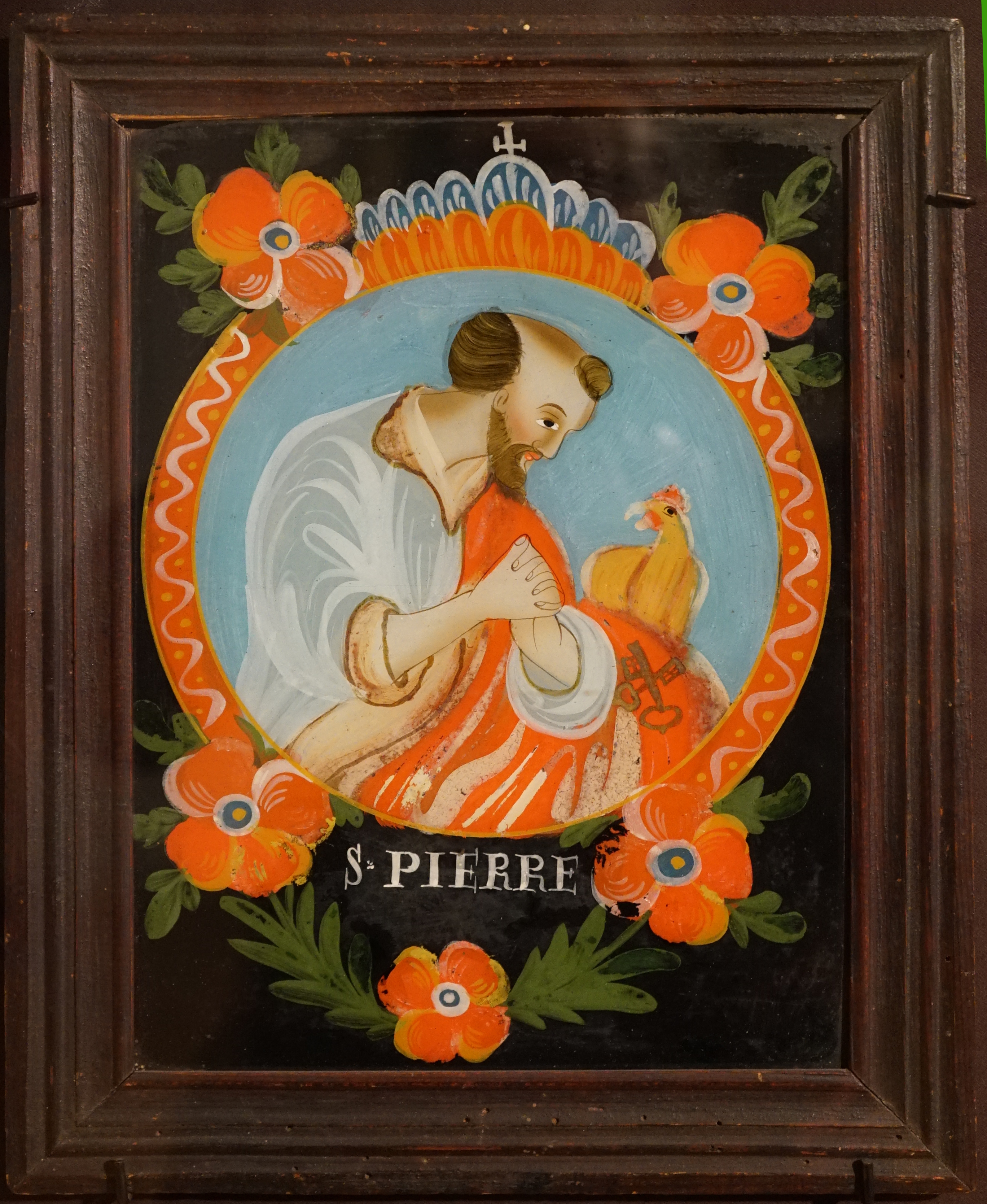
Dans l'art populaire, Musée d'art et d'histoire de Toul.

La peinture éludorique ou fixé sous (ou sur) verre est un procédé qui consiste à peindre un sujet sur un tissu très fin ou sur une plaque de verre.
Au lieu d'appliquer un vernis protecteur sur la peinture, l'artiste colle directement un verre de protection sur la couche picturale. Il obtient ainsi une grande intensité de couleurs et une surface parfaitement brillante. 
La technique est inventée par Arnaud Vincent de Montpetit (1713-1800) durant la seconde moitié du XVIIIe siècle. Après avoir été appliquée sur des grands formats (vu la fragilité du verre à cette époque, avec un succès douteux), cette technique est restée fréquente jusqu'au milieu du XIXe siècle pour des miniatures destinées à orner des boîtes et des presse-papiers.
Avec le temps, il arrive que le support se décolle du verre.
Certains artistes peignent directement sur la plaque de verre, puis protègent leur œuvre avec un carton.